# Diet (kosthållning)
Kosthållning innebär att välja sin kost av någon anledning, medan diet syftar på en kosthållning under lång tid och särskilt i medicinskt syfte eller av hälsoskäl. Kosten som serveras vid kosthållning och diet och är (vetenskapligt) framtagen för ändamålet kallas vanligen specialkost.
Att välja eller välja bort kost kan vara av exempelvis etiska skäl, religiösa skäl eller av hälsoskäl. Dieter kan till exempel vara fria från socker, animaliska livsmedel, mjölk, gluten med mera. Många dieter är en del av bantning, medan andra är tänkta att utesluta allergiska reaktioner, vara diabetesvänliga eller kompensera för ett sjukdomstillstånd.
Bland de kosthållningar som förekommer finns både vetenskapligt underbyggda och pseudovetenskapliga dieter. Orsaken till forskning kring kosthållning är bland annat sökandet efter en hälsosammare kost som ska minimera sjukdomar som fetma, cancer, allergi och diabetes. Några exempel på sådana dieter är atkinsdieten, slowfood, ekologisk mat, stenålderskost och levande föda. Dieter som i olika grad utesluter animaliska matvaror är vegetarisk och vegankost. Andra typer kan vara kosher, halal, LCHF och medelhavskost.
Förr var det främst läkare som ordinerade dieter och specialkost.
I Sverige var det omkring 50 procent av alla intagna på fängelser och häkten som fick specialkost år 2021, främst av religiösa och medicinska skäl. Samtidigt uppskattades att uppemot 20 procent i skolorna fick specialkost.